# هواپیمایی آمریکا (فیلم)
هواپیمایی آمریکا (به انگلیسی: Air America) فیلمی است محصول سال ۱۹۹۰ و به کارگردانی راجر اسپاتیس‌وود است. در این فیلم بازیگرانی همچون مل گیبسون، رابرت داونی جونیور، نانسی تراویس، دیوید مارشال گرانت، لین اسمیت، آرت لافلئور، ند ایزنبرگ، دیوید بووه، مارشال بل، بارت کووک، تیم تامرسون، هاروی جیسون و سینجای پلنگپانیچ ایفای نقش کرده‌اند.